# Marie Bashkirtseff
Maria Konstantínovna Baixkírtseva, rus: Мария Константиновна Башки́рцева, més coneguda com a Marie Bashkirtseff (Poltava, Imperi Rus, 12 de novembre de 1858-París, França, 19 d'octubre de 1884), fou una escriptora, pintora i escultora russa.
El 1881 va pintar el quadre A l'estudi, que va resultar un escàndol, ja que representa una classe femenina de dibuix anatòmic, cosa que la moral existent a l'època no admetia en cap cas.